# Чагелишвили, Нина Филипповна
Нина Филипповна Чагелишвили (урождённая Нариманидзе; 13 октября 1909, Владикавказ, Терская область — 12 ноября 2022, Владикавказ, Северная Осетия-Алания) — российская сверхдолгожительница, подтверждённая Геронтологической исследовательской группой (GRG), возраст которой на момент смерти составлял 113 лет и 30 дней. На момент своей смерти она была самым старым живым человеком в России.

## Биография
Нина Чагелишвили родилась во Владикавказе, Северная Осетия-Алания, Российская империя (современная Россия) 13 октября 1909 года. Ее отец, Филипп Нариманидзе, был ветераном русско-японской войны, погибшим в Первой мировой войне. У неё была родная сестра. Она была ученицей Грузинской школы Владикавказа. 
«Училась в грузинской школе. Нас повели на спуск Максима Горького и построили, но Николай II не приехал. Он приехал вечером, и мы никого не видели».
Ее мать была работницей во время революции. В 1918 году на Комсомольской улице города Владикавказа, где она жила, была виселица, и она сказала, что даже дети, в том числе и она, наблюдали за казнями. Её муж погиб во время Второй мировой войны.
Нина Чагелишвили умерла во Владикавказе 12 ноября 2022 года в возрасте 113 лет и 30 дней. На момент смерти у неё было 4 правнука.